# Il sogno della città fantasma
Il sogno della città fantasma (Little Treasure) è un film del 1985 diretto da Alan Sharp.

## Distribuzione
La pellicola è stata distribuita nelle cinematografiche statunitensi a partire dal 1º maggio 1985